# San Vicente de Munilla
San Vicente de Munilla es una localidad española cuyo padrón la cataloga como despoblada desde los años 50 debido a las migraciones de sus habitantes, pero que desde los 80 está habitada por okupas que han rehabilitado algunas de sus casas. Sita en la comunidad autónoma de La Rioja, perteneciente al municipio de Munilla del cual dista 1,5 km mediante una pista forestal. A finales de los 80 se constituyó una asociación de amigos del pueblo que ha llevado a cabo la reconstrucción de algunos de sus edificios así como de una fuente de agua potable además del camino para poder acceder al municipio, logrando así mantener vivas sus costumbres e historia.

## Historia
En 1940 tenía 240 vecinos. La población de la aldea disminuyó drásticamente en los años 50 y 60 hasta llegar a despoblarse.

## Edificios y monumentos
- Iglesia de San Vicente. En ruinas, fue construida a finales del siglo XVII en mampostería y sillarejo.
- Ermita de la Virgen de Arriba. Situada en el centro del pueblo, fue restaurada en 1991.
- Ermita de la Virgen de los Dolores. Restaurada en 1996.